# Arendonk, Merksplas, Oud-Turnhout, Ravels en Turnhout
Arendonk, Merksplas, Oud-Turnhout, Ravels en Turnhout este o arie protejată (arie specială de conservare — SAC, sit de importanță comunitară — SCI, arie de protecție specială avifaunistică — SPA) din Belgia întinsă pe o suprafață de 7.076 ha, integral pe uscat.

## Localizare
Centrul sitului Arendonk, Merksplas, Oud-Turnhout, Ravels en Turnhout este situat la coordonatele 51°23′00″N 5°00′00″E / 51.3833°N 5°E.

## Înființare
Situl Arendonk, Merksplas, Oud-Turnhout, Ravels en Turnhout a fost declarat arie de protecție specială avifaunistică în octombrie 1988 pentru a proteja 19 specii de animale. Alte tipuri de protecție:
- sit de importanță comunitară (în ianuarie 1900)
- arie specială de conservare (în ianuarie 1900)[1][2]

## Biodiversitate
Situată în ecoregiunea atlantică, aria protejată nu include niciun habitat protejat.
La baza desemnării sitului se află mai multe specii protejate de  păsări (19): pescăruș albastru (Alcedo atthis), rață sulițar (Anas acuta), rață lingurar (Anas clypeata), rață pitică (Anas crecca), rață fluierătoare (Anas penelope), rață-cu-cap-castaniu (Aythya ferina), rața moțată (Aythya fuligula), caprimulg (Caprimulgus europaeus), erete de stuf (Circus aeruginosus), ciocănitoarea de stejar (Dendrocopos medius), ciocănitoare neagră (Dryocopus martius), egretă albă (Egretta alba), pescăruș-cu-cap-negru (Larus melanocephalus), ciocârlie de pădure (Lullula arborea), gușă albastră (Luscinia svecica), Numenius phaeopus, viespar (Pernis apivorus), bătăuș (Philomachus pugnax), călifar alb (Tadorna tadorna).